# کارین گورینگ
کارین اکسلینا هولدا گورینگ (زاده ۲۱ اکتبر ۱۸۸۸ – مرگ ۱۷ اکتبر ۱۹۳۱) اولین همسر هرمان گورینگ و اهل سوئد بود.

## زندگی‌نامه
وی در سال ۱۸۸۸ با نام کارین اکسلینا هولدا فوک در استکهلم به دنیا آمد. پدرش، بارون کارل، یک سرهنگ ارتش سوئد و از خانواده ای بود که از وست فالیا به سوئد مهاجرت کرده بودند. مادرش که نام خانوادگی پدری او هولدین بیمیش بود، متولد سال ۱۸۶۰ و از یک خانواده سرشناس ایرلندی بود که بخاطر ساخت آبجو استاوت در شهر کورک شهرت داشتند. پدر بزرگ پدربزرگ او، ویلیام بیمیش، یکی از بنیان‌گذاران بیمیش و کرافورد بود و پدربزرگ او، در کولدستریم گاردز ارتش بریتانیا خدمت کرده بود. مادربزرگ مادری کارین، مؤسس یک انجمن خصوصی مذهبی با نام انجمن ایدلوایس بود. کارین چهار خواهر به نام‌های فانی فون ویلاموویتز-مولندورف (۱۹۵۶–۱۸۸۲)، ماری ون روسن (۱۹۶۷–۱۸۸۶)، السا و لیلی داشت. ماری با کنت اریک ون روسن (۱۹۴۸–۱۸۷۹) یکی از اعضای اصلی حزب ناسیونال سوسیالیسم که یک حزب سیاسی در سوئد بود، ازدواج کرده بود.
کارین در سال ۱۹۱۰ به دنبال ازدواجش با یک افسر ارتش سوئد با نام '''نیلز ون کانتزو'''، '''کارین ون کانتزو''' نام گرفت. تنها فرزند آنها، '''توماس ون کانتزو'''، در سال ۱۹۱۳ به دنیا آمد.
او در سال  ۱۹۲۰ ، پس از ترک همسر اولش، درحالیکه در حال ملاقات با خواهرش '''ماری''' در قلعه راکلدستاد بود، با هرمان گورینگ دیدار کرد. هرمان گورینگ که چهار سال از کارین جوان تر بود، در آن زمان به عنوان یک خلبان تجاری برای خط هوایی ''Svensk Lufttrafik'' در سوئد کار می کرد و دلیل حضور او در قلعه، به این خاطر بود که او خلبان پرواز کنت اریک ون روسن، شوهر خواهر کارین بود. گورینگ عاشق کارین شد و با وجود اینکه او یک زن متاهل با یک کودک بود و این امر یک رسوایی برای او به شمار می رفت، اما به زودی با او وارد رابطه شد. کارین در دسامبر ۱۹۲۲ از ون کانتزو جدا شد و در ۳ ژانویه ۱۹۲۳ با گورینگ ازدواج کرد.
آن دو پس از ازدواج، ابتدا در خانه ای واقع در حومه‌های مونیخ زندگی می‌کردند. کارین با تبعیت از شوهرش، به عضوی از حزب نازی مبدّل شد. زمانی که گورینگ با همراهی هیتلر در جریان کودتای نافرجام آبجوفروشی به شدت مجروح شد، کارین او را به اتریش، سپس به ایتالیا برد و تا بهبود او، از وی پرستاری نمود. ماشین تبلیغاتی گوبلز از داستان عاشقانه رمانتیک کارین و گورینگ بهره برد و این زوج برای افزایش محبوبیت حزب نازی، به سراسر کشور سفر کردند.
کارین تا اوایل چهل سالگیش، از بیماری سل رنج می‌برد. مرگ غیرمنتظرهٔ مادرش هولدین فوک، در ۲۵ سپتامبر ۱۹۳۱، شوک بزرگی برای کارین ۴۲ ساله بود. با وجود نامناسب بودن وضعیت سلامتی اش، برای مراسم خاکسپاری مادرش به سوئد رفت. وی روز بعد در استکهلم، دچار یک حمله قلبی شد. گورینگ به دنبال شنیدن این خبر، به نزد او رفت و در کنارش ماند تا اینکه وی در روز ۱۷ اکتبر سال ۱۹۳۱، یعنی چهار روز قبل از تولد ۴۳ سالگیش، از دنیا رفت.
بعد از مرگ کارین، فانی، خواهر بزرگتر او، زندگینامه او را نوشت که به یکی از پرفروش‌ترین کتاب‌ها در آلمان تبدیل شد. به طوری که تا سال ۱۹۴۳، ۹۰۰۰۰۰ نسخه از آن به فروش رفت.
مرگ کارین برای گورینگ شوک بزرگی بود. او در سال ۱۹۳۳، شروع به ساخت یک کلبه جنگلی نمود که بعدها به محل اقامت اصلی او تبدیل شد و آنرا به یاد همسرش، کارینهال نامید. در این مکان بود که او، پیکر همسرش را پس از انتقال از آرامگاه اصلیش در سوئد طی مراسمی که آدولف هیتلر نیز در آن شرکت داشت، مجدداً دفن نمود. گورینگ همانند خانه اش در برلین، کارینهال را از عکس‌های کارین پر کرد و در آنجا یک میز عشای ربانی را به یاد او ساخت که حتی بعد از ازدواج مجددش در سال ۱۹۳۵، باقی ماند. کارینهال در سال ۱۹۴۵ همزمان با پیشروی ارتش اتحاد جماهیر شوروی، به دستور گورینگ ویران شد.
پس از جنگ، بقایای جسدی که گمان می‌رفت متعلق به کارین باشد، توسط خانواده فوک بازستانده شده، و پس از سوزاندن، مجدداً در سوئد به خاک سپرده شد. در سال ۱۹۹۱ نیز بقایایی یافت شد که احتمال می‌رفت متعلق به کارین گورینگ باشد و جهت شناسایی به سوئد ارسال گردید. شواهد نشان دادند که این بقایای تازه کشف شده متعلق به وی می‌باشد؛ این بقایا مجدداً دفن شدند.